# Pau de Miró i de Miró
Pau de Miró i de Miró (Reus, 25 de març de 1766 - Reus, 6 de setembre de 1832) va ser un comerciant i polític català.
De família terratinent ennoblida per l'arxiduc Carles, el seu besavi Pau Miró i Simó tenia el privilegi de ciutadà honrat que ell va heretat. Era fill de Pau de Miró i Sabater, un ric comerciant reusenc. L'any 1791 Pau de Miró i de Miró es va casar amb Maria Ignàsia de Segarra i de Mercante, filla de Josep de Segarra i de Baldrich, historiador i ciutadà honrat, amb grans possessions agràries, que aportà al matrimoni un dot de 12.000 lliures. Va tenir una participació molt activa en la vida política reusenca, sempre des del bàndol conservador. Els anys 1804, 1805 i 1806 va ser síndic procurador a l'ajuntament de Reus, i, com que estava vinculat als sectors absolutistes, va ser regidor amb l'alcalde Joan Casas de l'any 1816 al 1818. Ja havia fet un intent a Reus el 30 d'abril de 1813, encara amb la Guerra del francès, d'organitzar un avalot de signe antiliberal que va fracassar. El 1817 va ser el regidor comissionat per l'ajuntament per a anar a Barcelona per a verificar el encabezamiento de Reus pel que feia a l'impost de l'aiguardent i licors. L'any 1820 era administrador de la Casa de la Caritat per als pobres de la vila. Cap a mitjans de 1817 va ser admès a la Reial Mestrança de Granada.
Segons la Diana constitucional política y mercantil de la villa de Reus, un periòdic del Trienni liberal, el mes de maig de 1822 va deixar en préstec 40 duros per a atendre les despeses per a la construcció de muralles, despeses que s'havien generat a petició de l'ajuntament per posar a Reus en una bona situació defensiva davant de les partides absolutistes de la comarca El préstec el devia fer segurament per pressió social, però va fer el possible per recuperar els diners prestats.